# 2412 Віл
2412 Віл (2412 Wil) — астероїд головного поясу, відкритий 17 жовтня 1960 року.
Тіссеранів параметр щодо Юпітера — 3,350.